# Giuseppe Lupo
Giuseppe Lupo (ur. 18 marca 1966 w Palermo) – włoski polityk, działacz związkowy i samorządowiec, poseł do Sycylijskiego Zgromadzenia Regionalnego, deputowany do Parlamentu Europejskiego X kadencji.

## Życiorys
W 2008 ukończył stosunki przemysłowe na Università degli Studi di Palermo, a w 2022 prawo na Università degli Studi „Niccolò Cusano”. Od 1986 zatrudniony w przedsiębiorstwie energetycznym Enel. Był etatowym działaczem związkowym w ramach Flaei CISL, pełnił funkcję jego sekretarza generalnego na Sycylii oraz sekretarza generalnego konfederacji CISL w Palermo.
Dołączył do Partii Demokratycznej, w 2009 wszedł w skład jej sekretariatu krajowego. W latach 2009–2014 zajmował stanowisko sekretarza regionalnego partii na Sycylii. W latach 2008–2022 był posłem do Sycylijskiego Zgromadzenia Regionalnego, od 2015 do 2017 pełnił funkcję wiceprzewodniczącego tego gremium. W 2022 zasiadł w radzie miejskiej w Palermo. W wyborach w 2024 uzyskał mandat deputowanego do PE X kadencji (gdy Elly Schlein zrezygnowała z jego objęcia).